# Граф Данмор

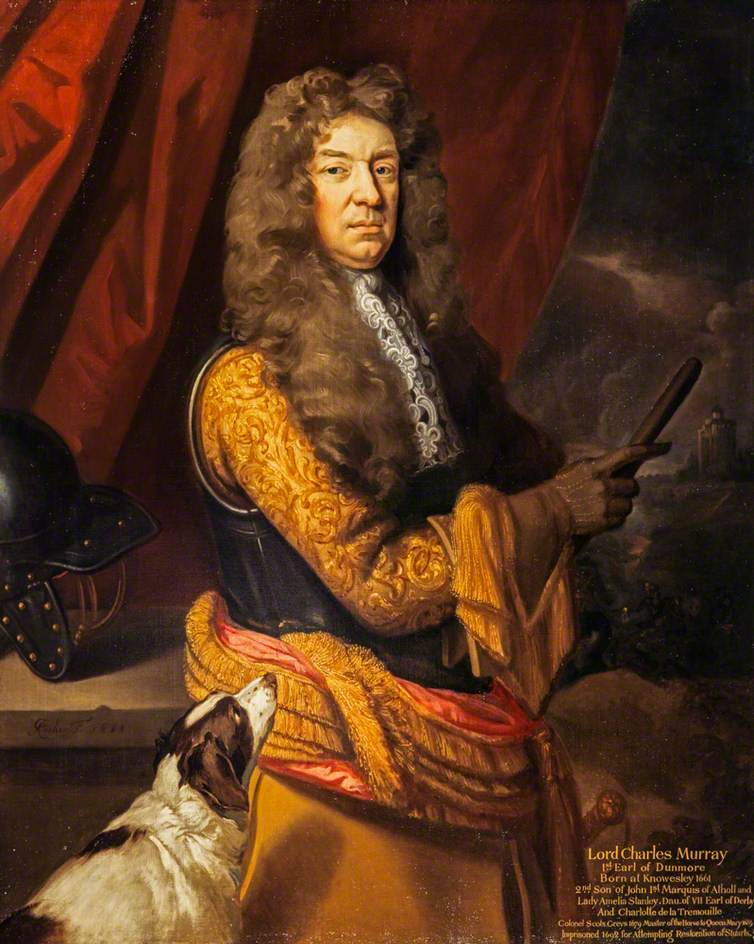
Чарльз Мюррей, 1-й граф Данмор (1661—1710)

Граф Данмор (англ. Earl of Dunmore) — наследственный титул в системе Пэрства Шотландии.

## История

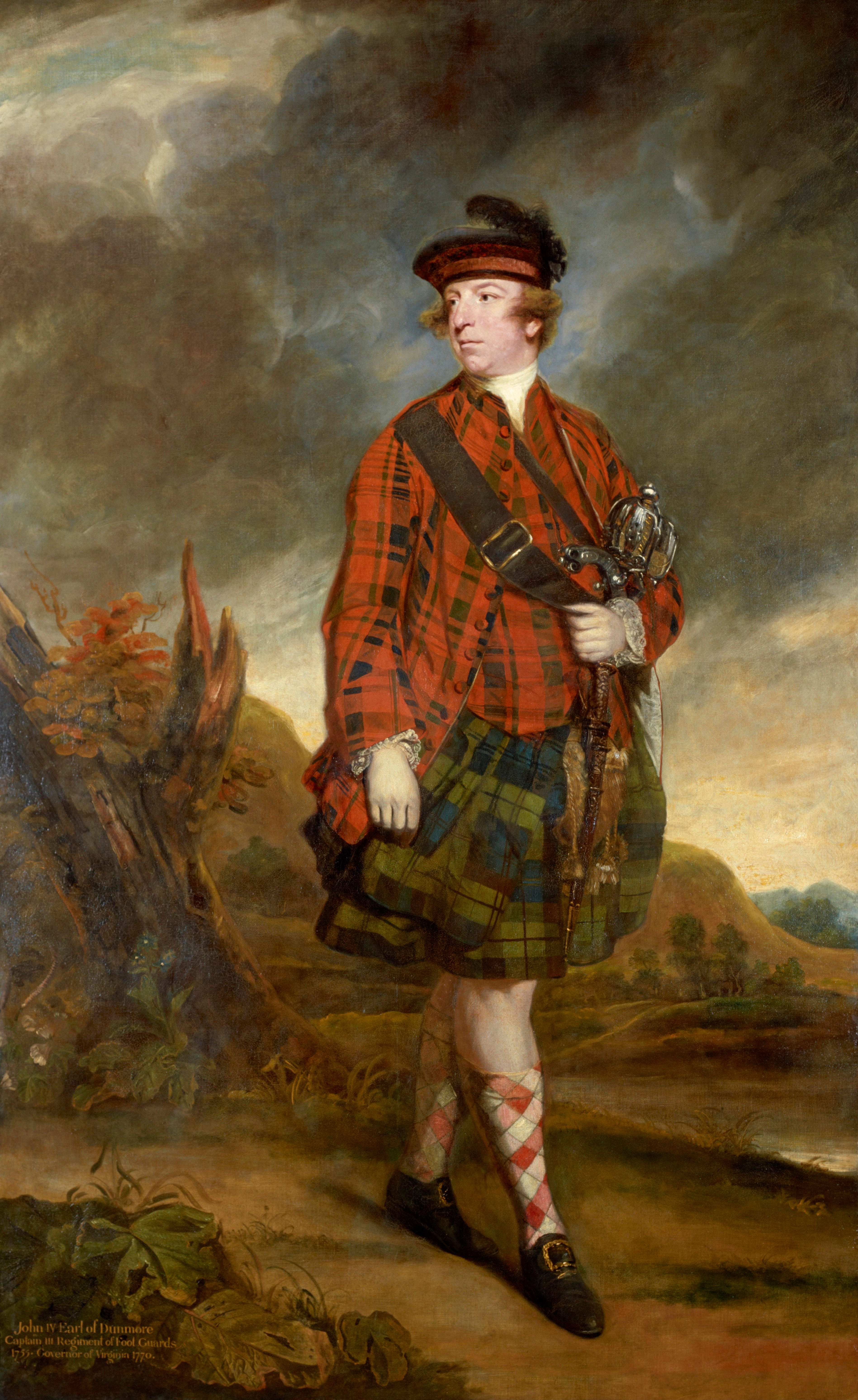
Джон Мюррей, 4-й граф Данмор (1730—1809)

Он был создан 16 августа 1686 года для лорда Чарльза Мюррея (1661—1710), второго сына Джона Мюррея, 1-го маркиза Атолла (1631—1703). Вместе с графским титулом он получил титулы лорда Мюррея из Блэра, Мулена и Тиллимета и виконта Финкасл (пэрство Шотландии). Ему наследовал его сын, Джон Мюррей, 2-й граф Данмор (1685—1752). Он имел чин генерала британской армии и заседал в Палате лордов в качестве одного из шотландских пэров-представителей (1713—1715, 1727—1752). Его младший брат, Уильям Мюррей, 3-й граф Данмор (1696—1756), участвовал в якобитском восстании 1745 года и был осуждён за государственную измену в 1746 году. Уильям Мюррей признал себя виновным, но получил помилование от короля Георга II и после смерти старшего брата унаследовал графский титул в 1752 году.

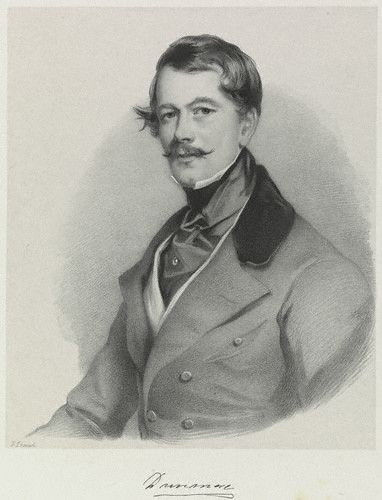
Александр Мюррей, 6-й граф Данмор

Ему наследовал его сын, Джон Мюррей, 4-й граф Данмор (1730—1809). Он также был одним из избранных шотландских пэров-представителей в Палате лордов Великобритании (1761—1774, 1776—1790). Также 4-й граф Данмор занимал должности губернатора Нью-Йорка (1770—1771), Вирджинии (1771—1775) и Багамских островов (1787—1796). Его старший сын, Джордж Мюррей, 5-й граф Данмор (1762—1836), кратко представлял Лискерд в палате общин Великобритании (1800—1801, 1801—1802). В 1831 году для него был создан титул барона Данмора из Данмора и Форест Атолл в графстве Перт (Пэрство Соединённого королевства), что давало ему и его потомкам автоматическое место в палате лордов.
Джордж Мюррей, 5-й граф Данмор, купил поместье Харрис у Александра Нормана Маклауда за 60 тысяч фунтов стерлингов в 1834 году. В 1839 году жители Южного Харриса были изгнаны из своих домов вооружёнными солдатами и полицейскими Глазго по поручению графа Данмора. Александр Эдвард Мюррей, 6-й граф Данмор (1804—1845), унаследовал поместье Харрис после смерти своего отца 11 ноября 1836 года. Его преемником стал его единственный сын, Чарльз Адольф Мюррей, 7-й граф Данмор (1841—1907).
7-й граф Данмор занимал посты Лорда-в-ожидании во втором консервативном правительстве Бенджамина Дизраэли (1874—1880) и лорда-лейтенанта графства Стирлингшир (1875—1885). Он отказался от прав собственности на Северный Харрис в пользу своих банкиров, в частности семьи Скоттов. Ему наследовал его сын, Александр Эдвард Мюррей, 8-й граф Данмор (1871—1962). Он был военным и кавалером креста Виктории (1897). В дальнейшем лорд Данмор занимал должность капитана почётного корпуса джентльменов (1924). В 1980 году после смерти его внука, Джона Мюррея 9-го графа Данмора (1939—1980), титул барона Данмора прервался.
Его преемником стал дальний родственник, Реджинальд Артур Мюррей, 10-й граф Данмор (1911—1981). Он был потомком достопочтенного Александра Мюррея, второго сына 4-го графа Данмора, и проживал на острове Тасмания (Австралия).

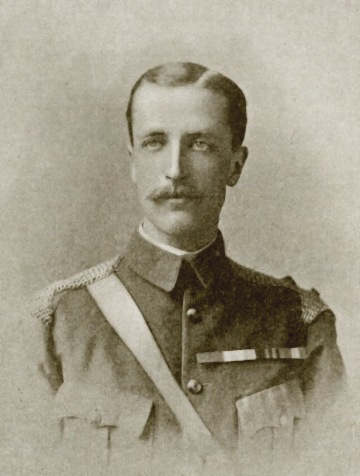
Александр Мюррей, 8-й граф Данмор

По состоянию на 2014 год, обладателем графского титула являлся его племянник, Малкольм Кеннет Мюррей, 12-й граф Данмор (род. 1946), сменивший своего отца в 1995 году. Он также проживает в Австралии. Будучи потомком по мужской линии 1-го маркиза Атолла, он может претендовать на титул герцога Атолла, который сейчас занимает его родственник Брюс Мюррей, 12-й герцог Атолл.

## Графы Данмор (1686)
- 1686—1710: Чарльз Мюррей, 1-й граф Данмор (24 февраля 1661 — 19 апреля 1710), второй сын Джона Мюррея, 1-го маркиза Атолла
- 1710—1752: Генерал Джон Мюррей, 2-й граф Данмор (31 октября 1685 — 18 апреля 1752), второй сын предыдущего
- 1752—1756: Уильям Мюррей, 3-й граф Данмор (2 марта 1696 — 1 декабря 1756), четвёртый сын 1-го графа Данмора, младший брат предыдущего
- 1756—1809: Джон Мюррей, 4-й граф Данмор (1730 — 25 февраля 1809), старший сын предыдущего
- 1809—1836: Джордж Мюррей, 5-й граф Данмор (30 апреля 1762 — 11 ноября 1836), старший сын предыдущего
- 1836—1845: Александр Мюррей, 6-й граф Данмор (1 июня 1804 — 15 июля 1845), старший сын предыдущего
- 1845—1907: Чарльз Мюррей, 7-й граф Данмор (24 марта 1841 — 27 августа 1907), единственный сын предыдущего
- 1907—1962: Александр Эдвард Мюррей, 8-й граф Данмор (22 апреля 1871 — 29 января 1962), единственный сын предыдущего
- 1962—1980: Джон Мюррей Александр, 9-й граф Данмор (3 апреля 1939—1980), единственный сын Дэвида Эдварда Мюррея, виконта Финкасла (1908—1940) и внук 8-го графа Данмора
- 1980—1981: Реджинальд Артур Мюррей, 10-й граф Данмор (17 июля 1911—1981), старший сын Артура Чарльза Мюррея (1882—1981) и потомок 4-го графа Данмора
- 1981—1995: Кеннет Рэндольф Мюррей, 11-й граф Данмор (6 июня 1913 — 28 сентября 1995), младший брат предыдущего
- 1995 — настоящее время: Малькольм Кеннет Мюррей, 12-й граф Данмор (род. 17 сентября 1946), старший сын предыдущего
  - Наследник: достопочтенный Джеффри Чарльз Мюррей (род. 31 июля 1949), младший брат предыдущего
    - Второй наследник: Стивен Александр Мюррей (род. 14 мая 1953), единственный сын Александра Эдварда Мюррея (1917—1994), двоюродный брат предыдущего
      - Третий наследник: Энтони Виктор Мюррей (род. 1989), второй сын предыдущего